# Treptow-Köpenick
Treptow-Köpenick is een van de 12 districten (Verwaltungsbezirke) van Berlijn. Qua oppervlakte is het het grootste district van Berlijn. Het omvat onder meer de stadsdelen Treptow en Köpenick. Treptow-Köpenick ligt in het zuidoosten van de stad. Het district is deels gelegen in de Teltow (streek).
Aan de noordrand van het district ligt het 166 ha grote Volkspark Wuhlheide. Een bekende straat in het district is de Alice-Archenhold-Weg, genoemd naar de Duitse astronome Alice Archenhold (1874–1943).

## Politiek
Samenstelling districtsraad
Adlershof |
Altglienicke |
Alt-Treptow |
Baumschulenweg |
Bohnsdorf |
Friedrichshagen |
Grünau |
Johannisthal |
Köpenick |
Müggelheim |
Niederschöneweide |
Oberschöneweide |
Plänterwald |
Rahnsdorf |
Schmöckwitz
Charlottenburg-Wilmersdorf · 
Friedrichshain-Kreuzberg ·
Lichtenberg ·
Marzahn-Hellersdorf ·
Mitte ·
Neukölln ·
Pankow ·
Reinickendorf ·
Spandau ·
Steglitz-Zehlendorf ·
Tempelhof-Schöneberg ·
Treptow-Köpenick